# Konzulat Republike Slovenije v Bangkoku
Konzulat Republike Slovenije v Bangkoku je diplomatsko-konzularno predstavništvo (konzulat) Republike Slovenije s sedežem v Bangkoku (Tajska).
Trenutni častni konzul je ga. Phatra Putipanpong.